# J&T Banka Prague Open 2018
WTA Prague Open 2018 — професійний тенісний турнір, що проходив на кортах з грунтовим покриттям Sparta Prague Tennis Club у Празі (Чехія). Це був 9-й за ліком турнір. Належав до категорії International в рамках Туру WTA 2018. Тривав з 30 квітня до 5 травня 2018 року.

## Очки і призові
| Дисципліна              | П   | Ф   | ПФ  | ЧФ | 1/8 | 1/16 | Q   | Q3  | Q2  | Q1  |
| Жінки, одиночний розряд | 280 | 180 | 110 | 60 | 30  | 1    | 18  | 14  | 10  | 1   |
| Жінки, парний розряд    | 280 | 180 | 110 | 60 | 1   | Н/Д  | Н/Д | Н/Д | Н/Д | Н/Д |

### Розподіл призових грошей
| Дисципліна              | П       | F       | ПФ      | ЧФ     | 1/8    | 1/16   | Q3     | Q2   | Q1   |
| Жінки, одиночний розряд | $43,000 | $21,400 | $11,300 | $5,900 | $3,310 | $1,925 | $1,005 | $730 | $530 |
| Жінки, парний розряд    | $12,300 | $6,400  | $3,435  | $1,820 | $960   | Н/Д    | Н/Д    | Н/Д  | Н/Д  |

## Учасниці основної сітки в одиночному розряді

### Сіяні пари
| Країна    | Гравчиня            | Рейтинг1 | Сіяна |
| --------- | ------------------- | -------- | ----- |
| Чехія     | Кароліна Плішкова   | 6        | 1     |
| Чехія     | Петра Квітова       | 10       | 2     |
| Росія     | Дарія Касаткіна     | 14       | 3     |
| Австралія | Дарія Гаврилова     | 24       | 4     |
| Чехія     | Барбора Стрицова    | 26       | 5     |
| КНР       | Ч Шуай              | 30       | 6     |
| Румунія   | Міхаела Бузернеску  | 39       | 7     |
| Чехія     | Катерина Сінякова   | 51       | 8     |
| Білорусь  | Олександра Соснович | 55       | 9     |

- Рейтинг подано станом на 23 квітня 2018.

### Інші учасниці
Учасниці, що отримали вайлд-кард на участь в основній сітці:
- Дарія Касаткіна
- Анна Кароліна Шмідлова
- Тереза Сміткова

Нижче наведено гравчинь, які пробились в основну сітку через стадію кваліфікації:
- Антонія Лоттнер
- Елена-Габріела Русе
- Патті Шнідер
- Стефані Фегеле

Такі тенісистки потрапили в основну сітку як Щасливі лузери:
- Тамара Корпач
- Джасмін Паоліні

### Знялись з турніру
- Белінда Бенчич → її замінила  Осеан Доден
- Варвара Лепченко → її замінила  Бернарда Пера
- Кароліна Плішкова → її замінила  Джасмін Паоліні
- Луціє Шафарова → її замінила  Деніса Аллертова
- Донна Векич → її замінила  Рішель Гогеркамп
- Маркета Вондроушова → її замінила  Тамара Корпач

### Завершили кар'єру
- Дарія Гаврилова

## Учасниці основної сітки в парному розряді

### Сіяні
| Країна | Гравчиня                  | Країна    | Гравчиня             | Рейтинг1 | Сіяна |
| ------ | ------------------------- | --------- | -------------------- | -------- | ----- |
| Чехія  | Андреа Сестіні-Главачкова | Чехія     | Рената Ворачова      | 39       | 1     |
| США    | Ракель Атаво              | Німеччина | Анна-Лена Гренефельд | 59       | 2     |
| США    | Ніколь Мелічар            | Чехія     | Квета Пешке          | 60       | 3     |
| Японія | Аояма Сюко                | Японія    | Мію Като             | 86       | 4     |
| Росія  | Вероніка Кудерметова      | Україна   | Ольга Савчук         | 107      | 5     |

- 1 Рейтинг подано станом на 23 квітня 2018.

### Інші учасниці
Пари, що отримали вайлд-кард на участь в основній сітці:
- Вікторія Кужмова /  Елена-Габріела Русе
- Барбора Штефкова /  Барбора Стрицова

Наведені нижче пари отримали місце як заміна:
- Місакі Дой /  Корнелія Лістер

### Відмовились від участі
До початку турніру
- Ракель Атаво (abductor injury)

Під час турніру
- Барбора Стрицова

## Фінальна частина

### Одиночний розряд
- Петра Квітова —  Міхаела Бузернеску, 4–6, 6–2, 6–3.

Для квітової це був 23-й титул WTA і перший на домашньому ґрунті. Це був її третій тилул за сезон і перший international від Linz 2011.

### Парний розряд
- Ніколь Мелічар /  Квета Пешке —  Міхаела Бузернеску /  Лідія Морозова, 6–4, 6–2